# Skanderbeg (unidade militar)
Skanderbeg foi uma unidade militar albanesa designada para o 14º Corpo do Exército Italiano, composto por soldados albaneses recrutados na Albânia durante a Segunda Guerra Mundial. Esta unidade participou da contraofensiva italiana contra os insurgentes em Montenegro, durante a Revolta em Montenegro em 1941. Skanderbeg era composto por quatro batalhões e tinha a força de uma divisão ou dois regimentos.

## Revolta em Montenegro
Durante a ofensiva italiana esta unidade militar operou no território entre o Lago Skadar, Bar e Ulcinj. Em 15 de julho de 1941, dois dias após a eclosão da revolta, o comando supremo das forças italianas na Albânia decidiu apoiar as forças italianas em Montenegro, transferindo Skanderbeg para Ulcinj. Em 17 de julho, Biroli ordenou que Skanderbeg tomasse a área na fronteira entre a Albânia e Montenegro, sem cruzá-la. No dia 22 de julho, Skanderbeg participou de uma ação de limpeza em Mikulići, perto de Bar.
O primeiro combate militar desta unidade ocorreu em 4 de agosto de 1941 na área atribuída à Divisão Venezia. Skanderbeg foi contratado como vanguarda das divisões italianas.
Após a supressão do levante, Skanderbeg foi designado para o 9º Exército, juntamente com diversas unidades militares que inicialmente pertenciam ao 14º Corpo de Exército.